# Desenvolupador web
Un desenvolupador web és un programador que està especialitzat, o que està involucrat de manera particular, a desenvolupar aplicacions de la World Wide Web o aplicacions distribuïdes en xarxa que s'executen per mitjà d'eines de desenvolupament, en HTTP d'un servidor web a un navegador web.

## Perfil laboral
Els desenvolupadors web poden treballar en qualsevol tipus d'organismes, incloent-hi grans empreses, governs, i petites i mitjanes empreses, o per compte propi com a treballadors autònoms. Alguns desenvolupadors web treballen per a organismes com a treballadors fixos amb jornada completa; mentre que probablement d'altres treballen com a consultors independents o en qualitat de prestadors de serveis a agències de treball.

## Tasques
Les aplicacions web solen tenir tres o més capes i, segons la mida de l'equip en què el desenvolupador treballi, el desenvolupador es pot especialitzar en una o més d'aquestes capes, o pot adoptar un rol més interdisciplinari. Per exemple, en un equip de dues persones, un desenvolupador pot dedicar-se a les tecnologies del costat del client (frontend), com ara HTML, JavaScript, CSS, i a les infraestructures que s'executen al costat del servidor (backend) (com ara, Perl, Python, Node.js, Ruby, PHP, Java, ASP, .NET, .NET MVC) utilitzades per distribuir continguts i scripts al client. Per contra, l'altre desenvolupador pot concentrar-se en la interacció entre les infraestructures que s'executen al costat del servidor, el servidor web i el sistema de la base de dades.
Així mateix, segons la mida de l'organisme, els desenvolupadors esmentats poden treballar braç a braç amb un redactor de continguts, un assessor de màrqueting, un dissenyador de webs, un productor de webs, un gestor de projectes, un arquitecte de programari o un administrador de base de dades, o poden fer-se càrrec ells mateixos de tasques com el disseny web o la gestió de projectes.